# صوفيا لي
صوفيا لي (بالإنجليزية: Sophia Lee)‏ (13 مايو 1750، لندن في المملكة المتحدة - 13 مارس 1824، برستل في المملكة المتحدة)؛ مؤلفة، كاتِبة وروائية بريطانية.